# Фантомас (киносериал, 1920)

## О фильме
«Фантомас» (англ. Fantomas) — фильм 1920 года режиссёра Эдварда Седжвика (1889 - 1953), США – продолжение романов Пьера Сувестра и Марселя Аллена после того как он якобы тонет на борту судна «Гигантик». Фильм состоял из двадцати серий (каждая серия имела своё название) и был чёрно-белым и немым. Считается безвозвратно утерянным, но на основе просмотра написана книга на английском языке Дэвидом Уайтом «Фантомас в Америке». Во Франции в прокате по настоянию Марселя Аллена фильм выходил под названием «Les Exploits de Diabolos» (Похождения Дьявола). Соответственно имя главного героя было переименовано на Diabolos. В прокате во Франции также были вырезаны некоторые сцены и вместо 20-ти серий получилось 12 серий.

## Сюжет
Сюжет фильма был слабо связан с оригинальной книгой: после того как Фантомас в конце тридцать второго романа Пьера Сувестра и Марселя Аллена якобы гибнет на борту судна «Гигантик» он попадает в Америку. Фантомас готов прекратить творить преступления в обмен на обещание местных властей не преследовать его за прежние преступления. Но власти не соглашаются на его условия. И тогда Фантомас решил терроризировать весь город. Он похищает профессора Харрингтона, чтоб узнать формулу изготовления золота путём алхимии. Фантомаса неустанно преследует детектив Фред Диксон. Фантомас влюбляется в дочь профессора Харрингтона Рут. Но у Рут есть возлюбленный Джек Мередит (друг детектива Диксона.)…

## Список серий
1. On the Stroke of Nine
2. The Million Dollar Reward
3. The Triple Peril
4. Blades of Terror
5. Heights of Horror
6. The Altar of Sacrifice
7. Flames of Destruction
8. At Death's Door
9. The Haunted Hotel
10. The Fatal Card
11. The Phantom Sword
12. The Danger Signal
13. On the Count of Three
14. The Blazing Train
15. The Sacred Necklace
16. The Phantom Shadow
17. The Price of Fang Wu
18. Double-Crossed
19. The Hawk's Prey
20. The Hell Ship

## В главных ролях
- Эдвард Роузман — Фантомас
- Эдна Мёрфи — Рут Харрингтон
- Джонни Уокер — Джек Мередит
- Лайонел Адамс — профессор Джеймс Харрингтон
- Джон Уиллард — детектив Фред Диксон
- Ева Балфур — женщина в Чёрном (леди Бельтам)